# Mitch Leigh
Mitch Leigh (nacido Irwin Michnick; 30 de enero de 1928-16 de marzo de 2014) fue un compositor de teatro musical estadounidense y el productor teatral, más conocido por el musical El hombre de la Mancha.

## Biografía
Leigh nació en Brooklyn, Nueva York bajo el nombre Irwin Michnick. Se graduó de Yale en 1951 con un Bachelor en Música, y en 1952 recibió su Master de Música bajo la tutela de Paul Hindemith.
 Comenzó su carrera como músico de jazz, y escribiendo anuncios la radio y televisión. En 1955 un LP poco conocido de la grabación de Jean Shepherd Into the Unknown with Jazz Music ("Jean Shepherd hacia lo desconocido con música de Jazz) fue producido con Leigh escribiendo la música los interludios de jazz entre las improvisaciones de radio de Jean Shepherd. En 1965 Leigh hizo equipo con el letrista Joe Darion y el escritor Dale Wasserman para escribir un musical basado la obra para televisión de Wasserman "Yo, Don Quijote" de 1959. El espectáculo resultante, el musical llamado El hombre de La Mancha debutó en Broadway en 1965 y en su temporada original alcanzó 2,328 representaciones.
El siguiente espectáculo de Leigh fue Chu Chem. Éste siguió a El hombre de La Mancha por un año, pero cerró durante su gira. Fue producido por Leigh, debutó en Broadway en 1989 y tuvo 68 representaciones.
Cry for Us All, basado en la obra, la cabra de Hogan, debutó en Broadway en 1970 pero solo fue presentada 9 veces. Leigh fue su productor y compositor.  Su siguiente musical fue Home Sweet Homer, protagonizado por Yul Brynner, el cual debutó en Broadway oficialmente en enero de 1976 pero fue cancelado después de que una sola representación. Leigh también produjo y compuso la música de Saravà la cual se presentó en 101 funciones en 1979.  Leigh también produjo y dirigió la nueva versión de El rey y yo en 1985, protagonizada por Yul Brynner. Lee Adams le pidió a Leigh colaborar en un musical, titulado Mike acerca del productor Mike Todd, pero  cerró durante sus pruebas previas a Broadway en 1988.  Después de rebautizar esta obra como Ain't Broadway Grand!, el espectáculo llegó a Broadway, pero fue cancelado después de 25 funciones en 1993.
Leigh también escribió el musical Halloween con Sidney Michaels, e incluso con las actuaciones de Barbara Cocinero y José Ferrer, nunca llegó a Broadway.
También compuso el jingle: "Nobody Doesnt' Like Sara Lee".  Estableció a Music Makers Inc. en 1957 como casa de producción para radio y televisión comercial y fue su director creativo.
También compuso la música instrumental para el logotipo de color de ABC (1962-65) y el tema de Benson Hedges "The Dis-Advantages Of You", el cual llegó al Top 40 para the Brass Ring en 1967.
En 1977, Leigh y otros en la escuela de Música de Yale establecieron la beca Keith Wilson que sería otorgada a "un estudiante excepcional que toque algún instrumento de viento."
Un edificio en la Escuela de Música de la Universidad de Yale fue llamado "Sala Abby y Mitch Leigh" en 2001.
Leigh ocupó un puesto en jazz en la Universidad de Yale, la Willie Ruff Chair in Jazz, en 2006.
Leigh murió en Manhattan el 16 de marzo de 2014 por causas naturales a la edad de 86 años.

## Premios
Leigh ganó un Premio Tony por componer la música para Hombre De La Mancha. También fue nominado para un Premio Tony como el director de la nueva versión de "El rey y yo".
Reciba el Premio de Clásicos Contemporáneos del Salón de la Fama de Compositores por su canción "The Impossible Dream" ("El Sueño Imposible").